# Plavilla
Plavilla település Franciaországban, Aude megyében. Lakosainak száma 142 fő (2022. január 1.). Plavilla Mirepoix, Sainte-Foi, Lafage, Ribouisse, Saint-Gaudéric és Saint-Julien-de-Briola községekkel határos.

## Népesség
A település népessége az elmúlt években az alábbi módon változott:
| Lakosok száma | 55   | 54   | 66   | 112  | 124  | 116  | 110  | 108  | 120  | 142  |
|               | 1968 | 1982 | 1990 | 2006 | 2013 | 2015 | 2017 | 2019 | 2020 | 2022 |